# Ischnojoppa geniculata
Ischnojoppa geniculata là một loài tò vò trong họ Ichneumonidae.